# 곽숭도 (청나라)
곽숭도(중국어 간체자: 郭嵩焘, 정체자: 郭嵩燾, 병음: Guō Sōngtāo: 1818년 4월 11일-1891년 7월 18일)는 청나라 말기의 정치인, 외교관이다.
호남성 상음현 출신. 1847년 과거에 합격, 진사가 된다. 태평천국의 난이 발생하자 상군에 참여, 증국번과 함께 진압에 종사했다. 1862년 이홍장의 회군에 합류해 양회염운사사 되었다. 1863년 광동순무대리로 임명되지만 양광총독과 대립하여 1866년 해임되었다. 1875년 복건안찰사로 임명된다. 『조진해방사의』를 써서 양무운동의 추진을 주장했다. 1877년 초대 주영・주불 흠차대신(2급 공사)으로 기용되었다. 유럽의 정치・경제・사회・교육을 기록하고 『사서기정』으로 정리, 청조의 개혁 실행을 제언했다. 이에 보수파에게 소외를 당하고 임기 중 해임되었다. 만년에는 고향 호남성에서 금연회를 만들고 아편 금지운동을 추진했다. 병사한 뒤 시호를 추증할 것인지 논의되었지만 결국 추증되지 않았다. 그 외에 저서로 『양지서옥문집』이 있다.